# David Felgate
David Felgate, né le 19 mars 1964 dans l'Essex, est un joueur puis entraîneur de tennis britannique, professionnel entre 1983 et 1989.

## Carrière
Champion de Grande-Bretagne des moins de 18 ans, David Felgate a réalisé sa plus belle victoire au premier tour du tournoi de Wimbledon 1985 en éliminant avec Nick Brown la paire de double Flach-Seguso qui sera n°1 mondiale quelques mois plus tard. Avec Steve Shaw, il remporte en septembre le Grand Prix Passing Shot de Bordeaux. Invité en simple au tournoi de Wimbledon 1988, il est battu au premier tour par Ivan Lendl. Il ne compte qu'une victoire sur le circuit principal, obtenue au Queen's en 1988 contre Jérôme Potier.
Sur le circuit secondaire, il s'est imposé en double à Nairobi et Lisbonne en 1986, Bloemfontein en 1987 et Madère en 1988.
Après sa carrière, il devient entraîneur pendant deux ans aux Etats-Unis, puis travaille avec Tim Henman entre 1992 et 2001. Il a aussi collaboré avec Xavier Malisse, Nicole Vaidisova ou encore Katie Swan. Membre du conseil de l'ATP à la fin des années 1990, il a aussi travaillé pour la Lawn Tennis Association en tant que manager du pôle d'entraînement de l'équipe nationale masculine et comme directeur de la performance entre 2003 et 2006. Il est désormais responsable de la JTC Academy à Londres.

## Palmarès

### Titre en double messieurs
| No | Date       | Nom et lieu du tournoi           | Catégorie | Dotation | Surface      | Partenaire | Finalistes                    | Score         |  |
| -- | ---------- | -------------------------------- | --------- | -------- | ------------ | ---------- | ----------------------------- | ------------- |  |
| 1  | 16-09-1985 | Grand Prix Passing Shot Bordeaux |           | 80 000 $ | Terre (ext.) | Steve Shaw | Libor Pimek Blaine Willenborg | 6-4, 5-7, 6-4 |  |

## Parcours dans les tournois duGrand Chelem

### En simple
| Année | Open d'Australie | Open d'Australie | Internationaux de France | Internationaux de France | Wimbledon       | Wimbledon  | US Open | US Open |
| ----- | ---------------- | ---------------- | ------------------------ | ------------------------ | --------------- | ---------- | ------- | ------- |
| 1988  | 1er tour (1/64)  | E. Edwards       | —                        | —                        | 1er tour (1/64) | Ivan Lendl | —       | —       |

N.B. : à droite du résultat se trouve le nom de l'ultime adversaire.

### En double
| Année | Open d'Australie           | Open d'Australie         | Internationaux de France  | Internationaux de France | Wimbledon                  | Wimbledon                | US Open                     | US Open              |
| ----- | -------------------------- | ------------------------ | ------------------------- | ------------------------ | -------------------------- | ------------------------ | --------------------------- | -------------------- |
| 1985  | —                          | —                        | —                         | —                        | 2e tour (1/16) Nick Brown  | B. Levine E. Van't Hof   | —                           | —                    |
| 1986  | —                          | —                        | 1er tour (1/32) B. Derlin | T. Nijssen J. Vekemans   | 2e tour (1/16) S. Shaw     | P. McNamara P. McNamee   | —                           | —                    |
| 1987  | 1er tour (1/32) R. Barlow  | D. Macpherson Simon Youl | —                         | —                        | 1er tour (1/32) J. Goodall | J. Fitzgerald Tomáš Šmíd | —                           | —                    |
| 1988  | 1er tour (1/32) N. Fulwood | Guy Forget Živojinović   | —                         | —                        | 2e tour (1/16) N. Fulwood  | M. De Palmer G. Donnelly | 1er tour (1/32) W. Kowalski | J. Lozano T. Witsken |
| 1989  | —                          | —                        | —                         | —                        | 1er tour (1/32) J. Goodall | Brad Drewett Wally Masur | —                           | —                    |

N.B. : le nom du ou de la partenaire se trouve sous le résultat ; le nom des ultimes adversaires se trouve à droite.